# ميغيل دي لا توري
ميغيل دي لا توري هو عسكري وسياسي إسباني، ولد في 13 ديسمبر 1786 في كاررانزا في إسبانيا، وتوفي في 27 مايو 1843 في مدريد في إسبانيا. انتخب حاكم بورتوريكو.